# Billboard R&B/Hip-Hop Albums
Top R&B/Hip-Hop Albums (anteriormente Top R&B/Black Albums) é uma parada musical publicada pela revista estadunidense de música Billboard a qual ranqueia álbuns de R&B e hip hop baseado no número de vendas compilados pela Nielsen SoundScan.
O chart estreou na revista como Hot R&B LPs em 1965 e permaneceu com esse nome até 1977, quando passou a chamar-se Top R&B Black Albums. Leva em conta álbuns de músicas nos estilos quiet storm, urban contemporary, R&B, hip hop, soul, new jack swing e house music.